# Maurice-Jean-Magdalène de Broglie

Maurice-Jean Madeleine de Broglie (5. september 1766 i Broglie, Eure – 20. juni 1821 i Paris) var en fransk aristokrat og biskop. Han var søn af feltmarskal Victor-Francois, Duc de Broglie.

## Levned
Maurice de Broglie fulgte sit kald og læste teologi på St.-Sulpice. Under terrorregimet blev både hans far og han selv tvunget ud af Frankrig, og de tog til Berlin. Kong Frederik Vilhelm 2. af Preussen modtog hertugen standsmæssigt og udnævnte den unge prins til provst ved katedralen i  Posen. 
Maurice de Broglie vendte tilbage til Frankrig i 1803, og de skridt han tog for at genvinde noget af familiens ejendom, som endnu ikke var solgt, betød at Napoleon fik øje på ham, og denne inviterede ham til sit hof og udnævnte ham til sin almisseuddeler. De Broglie blev en af Napoleons følgesvende og hyldede ham i et hyrdebrev, som blev udsendt i forbindelse med sejren i slaget ved Austerlitz. I 1805 nominerede Napoleon ham til posten som biskop i Acqui i Italien, og i 1807 også som biskop i  Ghent i Belgien.
Senere kom de Broglie i et skarpt modsætningsforhold til Napoleon. I 1809 skrev kirkeministeren et brev, hvori der står, at majestæten var meget utilfreds med biskoppen på grund af hans manglende hengivenhed overfor den kongelige person. I 1810 nægtede biskoppen at modtage æreslegionen fra kejseren, da han ikke mente at han kunne acceptere en sådan æresbevisning på et tidspunkt hvor  pavestaten var blevet besat, og han forklarede sit afslag i et brev til ministeren.
Efter ordre fra Napoleon samledes der et kirkeråd i Paris den 17. juni 1811 under forsæde af  kardinal Fesch, kejserens onkel og ærkebiskop af Lyon. Formålet med mødet var, at Napoleon ville tvinge paven til at udnævne de præster, som Napoleon havde foreslået, til biskopper, men pave Pius 7. afviste dette på det bestemteste.
Kirkens fædre samledes højtideligt i hovedstaden – der var 6 kardinaler, 9 ærkebiskopper og 80 biskopper til stedet. Det var første og sidste gang kirkerådet mødtes. Efter seks indledende møder blev et dekret med Napoleons ønsker forelagt rådet til godkendelse. I begyndelsen blev det kun afvist af 2 – ærkebiskoppen af Bordeaux og de Broglie, men efterhånden var det kun 4 medlemmer, som kunne gå fuldt ind for dekretet. Paven havde privat erklæret, at et sådant indgreb i hans åndelige magt var i modstrid med kirkens love og disciplin.
Napoleon hjemsendte rådet og hjemsøgte de medlemmer som havde været mest fremtrædende i modstanden med strenge straffe. Efter at være blevet arresteret den 12. juli 1811 blev de Broglie kastet i fængsel i Vincennes og forblev i isolation i over fire måneder uden kontant til omverdenen, bøger og papir. Dernæst blev han sendt i eksil i Beaune. På mistanke om at han havde forbindelse til kirken blev han deporteret til øen Ste.-Marguerite ud for kysten af Provence. Mens de Broglie var i fængsel blev han tvunget til at indgive sin afsked som biskop af Ghent. Selv om den ikke blev accepteret af paven, og dermed var annulleret udnævnte Napoleon hans efterfølger. 
Efter Napoleons fald vendte de Broglie tilbage til sit stift. De allierede stormagter besluttede efter Napoleonskrigene at danne det Forenede kongerige Nederlandene (som skulle bestå af Holland, Belgien og Luxembourg) og udpegede Vilhelm 1. af Nederlandene til landets konge. 
Stormagternes repræsentanter besluttede på et møde i London i 1814, at den hollandske forfatning også skulle indføres i Belgien – med det forbehold, at den skulle tilpasses omstændighederne. Den 18. juli 1815 forelagde Vilhelm den hollandske forfatning for belgierne, men de belgiske repræsentanter som skulle stemme om den afviste den med 796 stemmer mod 527. Kongen så stort på denne afvisning og påtvang belgierne en forfatning for berøvede katolikkerne alle deres rettigheder. 
De Broglie og biskopperne af Namur og Tournai samt de ledende præster i Mechelen og Liège forsvarede katolikkernes sag og udstedte et hyrdebrev og senere en doktrinær vurdering af den forlangte ed på forfatningen. 
De Broglie appellerede også til pave Pius 7., og den 16. maj 1816 sendte paven en officiel note til nederlandenes minister i Rom, hvori han fastslog at den belgiske forfatning indeholdt udsagn, som var i strid med den katolske tro, at biskoppernes modstand ikke kunne afvises, og at der ikke måtte kræves en ed, som var i strid med nogens samvittighed. Nye vanskeligheder opstod. Første da biskoppet afviste offentligt at bede for kongen, og da der dernæst blev åbnet nye universiteter sendte de Broglie et brev til kongen hvor han pegede på at der blev indført farlige bøger i offentlige institutioner og på det stærkeste udtrykte sin frygt for de kirkelige seminariers skæbne.
Da han blev stillet for et tribunal søgte han tilflugt i Frankrig hvorefter retten i Bruxelles den 8. november 1817 idømte ham deportation. Dommen blev slået op af den offentlige bøddel mellem dommene over to gemene forbrydere. Biskoppens helbred brød sammen.
I 1819 offentliggjorde de Broglie en protest over de religiøse forhold i Belgien, som blev stilet til kejserne i Østrig og Rusland samt kongen af Preussen.

## Eksterne kilder
- Catholic Encyclopedia artikel